# Kluisbergen
Kluisbergen és un municipi belga de la província de Flandes Oriental a la regió de Flandes.

## Seccions
| #   | Nom       | Extensió (km²) | Població |
| --- | --------- | -------------- | -------- |
| I   | Berchem   | 6,43           |          |
| II  | Ruien     | 10,06          |          |
| III | Kwaremont | 8,52           |          |
| IV  | Zulzeke   | 5,62           |          |

## Situació

Kluisbergen

| - a. Ronse - b. Nukerke (Maarkedal) - c. Melden (Oudenaarde) - d. Elsegem (Wortegem-Petegem) - e. Kerkhove (Avelgem) |

| - f. Waarmaarde (Avelgem) - g. Avelgem - h. Orroir (Mont-de-l'Enclus) - i. Amougies (Mont-de-l'Enclus) - j. Russeignies (Mont-de-l'Enclus) |

## Agermanaments
- Guînes